# Ramphotyphlops flaviventer
Espèce
Synonymes
- Typhlops flaviventer Peters, 1864

Ramphotyphlops flaviventer est une espèce de serpents de la famille des Typhlopidae. 

## Répartition
Cette espèce se rencontre:
- en Indonésie dans l'archipel des Moluques sur les îles de Ternate, d'Halmahera, de Batjan et de Morotai ;
- en Indonésie dans l'archipel des Raja Ampat sur les îles de Batanta et de Salawati ;
- en Nouvelle-Guinée ;
- dans l'archipel des îles Salomon ;
- aux Fidji.

## Publication originale
- Peters, 1865 "1864" : Über neue Amphibien. Monatsberichte der Königlich Preussischen Akademie der Wissenschaften zu Berlin, vol. 1864, p. 271-276 (texte intégral).